# Mustafa Barzani
Mustafa Barzani (em curdo:  Mistefa Barzani) (14 de março de 1903 - 1 de março de 1979), também conhecido como Mulá Mustafa, foi um líder nacionalista curdo e a figura mais importante na política curda no século XX.

## Infância e adolescência
Com poucos meses de idade, sua aldeia natal de Barzan foi atacada pelos Cavaleiros Hamidiye, um exército otomano composto por guerreiros e comandantes tribais curdos, e ele e sua família foram deportados para Diyarbakır, onde passou um longo tempo na prisão. Aos 12 anos, viu seu irmão mais velho, Abdulselaam, que havia se rebelado contra o governador otomano, enforcado em Mossul. Em 1919, ainda menino, participou da revolta de Mahmoud Barzanji contra os britânicos. Como enviado de seu irmão, o xeque Ahmed Barzani, teve contato com o xeque Said. Depois de uma revolta malsucedida de seu irmão Ahmed Barzani em 1931, ele teve que se exilar no sul do Iraque.

## Carreira política
Sua carreira política começou em 1939, quando entrou em contato com o partido nacionalista curdo Hiwa, que por sua vez estava interessado em colaborar com Barzani para ganhar influência sobre o meio tribal tradicional. Em 1943, Barzani, que agora era o líder oficial de seu Eşiret, levantou-se contra o governo central iraquiano. Quando o KDP foi fundado em 1946, ele foi eleito presidente do partido.
Mustafa Barzani exilou-se no Irã no mesmo ano. Lá, ele ajudou a estabelecer a efêmera República de Mahabad e foi comandante do Exército de Mahabad.  Após sua supressão, ele inicialmente fugiu para o Iraque. De lá, fugiu com 500 de seus seguidores para a União Soviética, onde viveu por onze anos até a revolução iraquiana de 1958. Lá ele viveu como um simples trabalhador e foi capaz de persuadir o governo soviético sob Stalin a treiná-lo e a muitos de seu povo militarmente. Alcançou o posto de general na Academia. Em 1958, a monarquia no Iraque foi derrubada e o novo governante, Abd al-Karim Qasim, chamou Barzani para o Iraque. Barzani deixou Moscou em 21 de julho de 1958 e retornou ao Iraque via Romênia, Tchecoslováquia e Egito. Ele desembarcou em Bagdá em 6 de outubro de 1958. Barzani desfrutava de privilégios de Qasim, recebendo uma villa em Bagdá e uma limusine. Qasim tentou conquistar as tribos curdas contra líderes tribais pró-monarquistas, nacionalistas árabes e apoiadores baathistas.
A crise nas relações entre os Barzanis e os Qasim surgiu quando Barzani exigiu que a língua curda fosse a primeira língua oficial nas regiões curdas e que as unidades policiais e militares nessas áreas fossem compostas exclusivamente por curdos. A crise evoluiu para hostilidade e atingiu seu clímax quando as forças aéreas iraquianas atacaram Barzan em setembro e outubro de 1961, incendiando 1 270 aldeias curdas.
Barzani liderou as revoltas semelhantes à guerra civil entre 1961 e 1970.
Após seu retorno, lutas pelo poder eclodiram dentro do KDP. Embora Barzani tenha sido inicialmente capaz de se afirmar, as disputas internas do partido e o colapso da resistência curda como resultado do Acordo de Argel em 1975 levaram a uma divisão no KDP, que incluía a União Patriótica do Curdistão (PUK) sob a liderança do mais tarde presidente iraquiano Jalal Talabani, uma ala pró-iraquiana do KDP sob Hashim Aqrawi e o filho mais velho de Barzani, Ubaidullah Barzani, bem como o Partido Revolucionário Curdo sob Abd as-Sattar Sharif.
Molla Mustafa Barzani foi acusado de vários quadrantes, nomeadamente por Talabani, de ter ligado demasiado estreitamente o movimento nacional do Curdistão iraquiano às estruturas tribais e de ter agido apenas para ganhar o seu próprio poder. No entanto, devido ao seu carisma e indomabilidade, ele é considerado por muitos curdos como uma figura notável no movimento de independência curdo.

## Últimos anos
Ele foi diagnosticado com câncer de pulmão em 1975 e ficou temporariamente nos Estados Unidos para tratamento. Após seu tratamento, Barzani voou para o Irã em 1975, onde ficou em prisão domiciliar. No entanto, ele logo retornou aos Estados Unidos. Ele morreu em março de 1979. Seus filhos, Masud e Idris Barzani, assumiram a liderança do KDP. Seu corpo foi enterrado em 5 de março perto de Mahabad, no Irã. Em 1993 foi transferido para sua aldeia (Barzan), onde está enterrado ao lado de seu filho Idris Barzani.